# Czarna Górna
Czarna Górna ist ein Dorf und Schulzenamt im Powiat Bieszczadzki der Woiwodschaft Karpatenvorland in Polen. Es ist Sitz der Landgemeinde Czarna mit etwa 2400 Einwohnern. Der untere Teil Czarna Dolna hat ein eigenes Schulzenamt.
Czarna Górna ist der Geburtsort des Journalisten, Revolutionärs und Theaterleiters Jan Dobrzański (1820–1885).

## Gemeinde
Zur Landgemeinde (gmina wiejska) Czarna gehören neben Czarna Górna und Czarna Dolna fünf weitere Dörfer mit einem Schulzenamt.